# Jingxi, Guangdong
Jingxi (kinesiska: 京溪) är ett stadsdelsdistrikt (jiedao) i sydöstra Kina. Det ligger i stadsdistriktet Baiyun i provinshuvudstaden Guangzhou i provinsen Guangdong. Antalet invånare är 91970. Befolkningen består av 44 711 kvinnor och 47 259 män. Barn under 15 år utgör 14,0 %, vuxna 15-64 år 81 %, och äldre över 65 år 3,0 %.